# Nathan Coe
Nathan Coe (Brisbane, 1 juni 1984) is een Australisch voormalig voetballer die als doelman speelde.

## Clubloopbaan
Nathan Coe werd geboren in Brisbane, Australië en begon met voetballen bij Brisbane Strikers, de lokale voetbalclub. Toen hij van de Italiaanse club Internazionale de kans kreeg om daar te gaan spelen, verhuisde hij naar Italië. Daar bleef hij niet lang: in de zomer van 2004 trok PSV hem aan. Trainer Guus Hiddink zocht naar een jonge doelman voor zijn team, en vond in Coe een talentvolle speler. Coe trainde voor het eerst mee in de winterstop van het seizoen 2003/2004. Hij ging als testspeler mee op trainingskamp naar Turkije voor een stage. Daar speelt hij twee wedstrijden mee: in de met 3-0 verloren wedstrijd tegen Werder Bremen viel Coe na rust in voor Rob van Dijk. Twee dagen later viel Coe weer na rust in, dit keer voor Ronald Waterreus in de wedstrijd tegen Kryl'ja Sovetov Samara. Hiddink laat weten dat Coe goed bevallen is, en wil hem graag toevoegen aan de selectie. Op 2 juni 2004 wordt bekend dat Coe een 3-jarig contract heeft getekend bij PSV. Daarmee was hij de eerste doelman die PSV aantrok na het vertrek van Ronald Waterreus en Rob van Dijk (Gomes en Zoetebier volgden later). In het eerste seizoen speelt Coe voornamelijk in het tweede elftal van PSV. Tot een Eredivisiewedstrijd kwam het niet. Op 29 januari 2007 vertrok hij van PSV naar FC Kopenhagen. Daar draagt hij rugnummer 41. Nathan Coe speelde tot nu toe slechts één wedstrijd voor FC Kopenhagen. Na een seizoen bij Randers FC speelde hij van 2010 tot 2012 voor SønderjyskE. Van 2012 tot 2015 kwam hij uit voor Melbourne Victory. Hij bouwde vanaf 2018 af bij Bentleigh Greens SC.

## Interlandloopbaan
Coe heeft ook voor de verschillende Australische jeugdselecties gespeeld. In 2011 speelde hij drie wedstrijden voor het Australisch voetbalelftal. Hij maakte deel uit van de selectie voor het Aziatisch kampioenschap voetbal 2011 waar hij met zijn land een zilveren medaille won.

## Clubstatistieken
| Seizoen | Club          | Wedstrijden | Doelpunten | Land       |
| ------- | ------------- | ----------- | ---------- | ---------- |
| 2004/05 | PSV           | 0           | 0          | Nederland  |
| 2005/06 | PSV           | 0           | 0          | Nederland  |
| 2006/07 | PSV           | 0           | 0          | Nederland  |
| 2006/07 | FC Kopenhagen | 0           | 0          | Denemarken |
| 2007/08 | FC Kopenhagen | 1           | 0          | Denemarken |
| 2008/09 | FC Kopenhagen | 2           | 0          | Denemarken |
| 2008/09 | Örgryte IS    | 5           | 0          | Zweden     |
| 2009/10 | Randers FC    | 4           | 0          | Denemarken |
| 2010/11 | SønderjyskE   | 33          | 0          | Denemarken |
| 2011/12 | SønderjyskE   | 29          | 0          | Denemarken |
| Totaal  | Totaal        | 74          | 0          | 0          |